# جوش بيفر
جوش بيفر (بالإنجليزية: Josh Beaver) (1 مارس 1993 – ) هو سباح، من أستراليا، مثّل بلاده في السباحة في الألعاب الأولمبية الصيفية 2016.

## وصلات خارجية
- جوش بيفر على موقع الاتحاد الدولي للسباحة (الإنجليزية)
- جوش بيفر على موقع SwimRankings.net (الإنجليزية)
- جوش بيفر على موقع اللجنة الأولمبية الدولية (الإنجليزية)
- جوش بيفر على موقع أوليمبيديا (الإنجليزية)
- جوش بيفر على موقع اللجنة الأولمبية الأسترالية (الإنجليزية)
- جوش بيفر على موقع اتحاد ألعاب الكومنولث (مؤرشف) (الإنجليزية)
- جوش بيفر على موقع دورة ألعاب الكومنولث 2014 (مؤرشف) (الإنجليزية)